# Maffia (lied)
Maffia is een lied van de Nederlandse rapper Ashafar en Italiaanse rapper Baby Gang. Het werd in 2022 als single uitgebracht.

## Achtergrond
Maffia is geschreven door Zakaria Abouazzaoui, Zaccaria Mohuib en Monsif Bakkali en geproduceerd door Monsif. Het is een nummer uit het genre nederhop. Het lied wordt grotendeels in het Nederlands gezongen, maar één couplet is in het Italiaans. Het is niet de eerste keer dat Ashafar een tweetalig nummer met een internationale artiest uitbrengt. Eerder was hij samen met de Spaanse rapper Morad te horen op het lied AMS - BCN.

## Hitnoteringen
De artiesten hadden weinig succes met het lied in Nederland. Het had geen notering in de Single Top 100 en ook de Top 40 werd niet bereikt; het lied bleef steken op de 23e plaats van de Tipparade.